# معادن في الطب
تُستخدم المعادن في المجال الطبي في الأنظمة العضوية لأهداف تشخيصية وعلاجية، وتعتبر العناصر اللاعضوية أساسية أيضاً في الحياة العضوية حيث تعمل كتمائم إنزيمية تدعى البروتينات المعدنية، وإذا ما كانت المعادن مهولة أو ذات عدد كبير يصبح التوازن خارج الإطار المتعادل ويجب إعادته إلى قيمته الطبيعية عبر أساليب وطرق طبيعية ومتداخلة.

## المعادن السامة
يمكن أن تكون المعادن بالكميات الكبيرة سامة. يمكن أن يؤدي الابتلاع الفموي لها أو سُبل التمثيل الغذائي الخاطئة(المعيبة) إلى حدوث التسمم بالمعادن. وتشمل مصادر المعادن السامة الكادميوم الموجود في التبغ، والزرنيخ المستخدم في الزراعة، والزئبق من البراكين وحرائق الغابات. تستطيع الالطبيعة، بما تحتوي من الأشجار والنباتات، أن تلتقط وتحصر العديد من السموم، ويمكنها أن تعيد المستويات العالية غير الطبيعية منها إلى التوازن. يُعلاج التسمم بالمعادن السامة عادة باستخدام بعض أنواع العوامل الخالبة. يعتبر التسمم بالمعادن الثقيلة، مثل: الزئبق، الكادميوم، الرصاص، الأكثر ضرراً وإيذاءً.
ومن الأمثلة على أنماط معينة من المعادن السامة:
- النحاس: تعبر السمية النحاسية عن نفسها كعرض جانبي للمستويات المنخفضة من بروتين السيرولوبلازمين، والذي له دور بتخزين النحاس في الحالة الطبيعية، وتوسم هذه الحالة بداء ويلسون. وداء ويلسون هو عبارة عن اضطراب في مورثة جسمية متنحية، التي إذا ما أصيبت بطفرة أثرت على الأدينوزين ثلاثي الفوسفاتاز (اختصاراً أتباز ATPase) والذي ينقل النحاس إلى الصفراء، وتُضَمّنه في السيرولوبلازمين في النهاية مؤدية إلى خلل وظيفيّ.
- البلوتونيوم: يعد التسمم بالبلوتونيوم خطراً محتملاً منذ بدء العصر النووي، وخصوصاً بالنسبة للموظفين في المفاعلات النووية، ويعتبر استنشاق غبار البُل (رمز البلوتونيوم Pu) ذو خطورة خاصة بسبب إصداره المكثف لجسيمات ألفا Alpha. وقد حصلت بضع حالات تسمم بالبلوتونيوم.
- الزئبق: يدخل الزئبق إلى الجهاز الهضمي عن طريق مصادر زراعية أو أخرى بيئية، ويمكن للتسمم بالزئبق أن يقود إلى أمراض عصبية وفشل كلوي في حال تركه دون معالجة.
- الرصاص والكادميوم: يمكن أن يقود التسمم بالرصاص والكادميوم إلى اعتلالات وظيفية معدية معوية وعصبية بالإضافة إلى خلل في وظيفة الكلى. وأدى استخدام الطلاء والوقود الخالي من الرصاص بنجاح إلى انخفاض عدد حالات التسمم بمعدن الرصاص الثقيل.
- النيكل والكروم والكادميوم: بسبب التأثيرات المتبادلة بين الدنا والمعادن، يمكن لهذه المعادن المذكورة أن تكون مسرطنة.[2]
- النيكل: إن التحسس عند التعرض للنيكل، وخصوصاً بين الجلد والمعادن عبر المجوهرات، ليعد أمراً شائعاً.
- الزنك والكادميوم والمغنزيوم والكروميوم: يمكن أن يسبب استنشاق أدخنة هذه المعادن إلى حمى دخان المعادن (الفلزات)، ويفضي إلى أعراض شبيهة بالاهتياج.

## فقر الدم المعدني
يحتاج البشر إلى كمية معينة من بعض المعادن لأداء الوظائف في الحالة الطبيعية. وتستخدم معظم المعادن كتمائم أو بدائل إنزيمية وفي تحفيز تفاعلات معيّنة كما أن لها أدواراً أساسية. المعادن الضرورية للإنسان هي: الصوديوم والبوتاسيوم والمغنيزيوم والنحاس والفاناديوم والكروم والمنغنيز والحديد والكوبالت والنيكل والزنك والمولبدينوم والكادميوم. يسبب النقصُ في بعض المعادن الأساسية أعراضَ فقر الدم. فقر الدم المرتبط بالسغل (سوء التغذية) أو عمليات الاستقلاب الخاطئة ينتج عادة بسبب خلل مورّثي.
تتضمن الأمثلة عن أنواع معينة من نقص المعادن ما يلي :
- الحديد: ويقسم إلى عجز بسيط وشائع (فقر الحديد) وهو نتيجة خسارة البروتينات صبغة الحديد الوظيفية (خضاب الدم (الهيموغلوبين)، الميوغلوبين. .الخ)وهي المسؤولة عن نقل الأوكسجين أو الاستفادة منه. أما فقر الدم الوبيل فهو يحدث نتيجة نقص فيتامين ب 12 (الذي يحتوي على مركب كوبالت يدعى كوبالامين) والذي بدوره يتداخل مع وظيفة خلايا الدم الحمراء.
- الزنك: إن نقص الزنك عادة ما يعزى إلى سوء النظام الغذائي ويمكن أن يسبب تأخر في النمو .
- النحاس: إن نقص النحاس عند المواليد يحدث نتيجة سوء التغذية لديهم ويمكن أن يسبب مرض قلبي.[2]

## دور المعادن في التشخيص
عادة ما تستخدم الشوارد المعدنية في التصوير الطبي التشخيصي. حيث يمكن استخدام المركبات المعدنية اما للتصوير بالنظائر المشعة (بالاستفادة من اشعاعاتها المنبعثة) أو كعوامل التباين ومثال على ذلك ما يحدث في التصوير بالرنين المغناطيسي. 
ويمكن تحسين هذا النوع من التصوير من خلال التلاعب بالروابط الشاردية في مركب ما لإيجاد صفة خاصة تمكن من امتصاص هذا المركب من قبل خلية معينة أو نمط عضوي.
وفيما يلي أمثلة عن المعادن المستخدمة في التشخيص:
- تكنيتيوم، اختصاراً (تك99mTc 99م)، أكثر العوامل نظيرة المشعّة استخداماً لأهداف تصويرية. يتمتع بنصف عمر قصير، يصدر فقط فوتونات أشعة غاما، ولا يصدر جسيمات ألفا أو بيتا (التي هي أكثر ضرراً للخلايا المحيطة)، وعليه فهو ملائم كنظير مشع تصوير بشكل خاص.
- الغادولينيوم (III)، الحديد (III) المنغنيز (II): لأجراء التصوير بالرنين المغناطيسي نحتاج المعادن الممغطسة للتصوير المتباين. الغادولينيوم (III)، الحديد (III)، والمنغنيز (II) جميعها معادن ممغطسة والتي لها القدرة على تبديل أوقات راحة النسيج وإنتاج صورة متباينة.

Figure 1. بنية البليوميسين A2

- الكوبالت (III): يستخدم 57كوبالت (III) مع مركب البليوميسين (بلم BLM) (الشكل 1)، والذي هو مضاد حيوي، لتأخذه الخلايا الورمية انتقائياً. تستخدم نتائج الكوبالت في تحديد أفضل نسبة توزيع الدم إلى الورم، ولكن نصف عمره طويل جداً ليستخدم لأهداف تصويرية. وقد اقترح حل لإرفاق الجزء EDTA إلى نهاية حلقة الثيازول من مركب البليوميسين، الظليل على الأشعة مما يجعل كامل المعقد قابلاً للتعقّب، يمكن لهذا النظام أن يزودنا بأماكن الورم بدقة، مما يؤدي إلى الكشف المبكر والمزيد من الإجراءات غير الجائرة في المستقبل.[2]

## دور المعادن في العلاج
لقد استخدمت المعادن في العلاج منذ العصور القديمة. تعتبر بردية إيبرس Ebers من 1500 ق.م. أول تقرير مكتوب عن استخدام المعادن في العلاج، ويصف استخدام النحاس لتخفيف الالتهاب واستخدام الحديد لعلاج فقر الدم. وقد استخدمت فانادات الصوديوم منذ أوائل القرن العشرين لعلاج التهاب المفاصل الروماتويدي. استخدمت المعادن لعلاج السرطان موخراً، من خلال مهاجمة الخلايا السرطانية على وجه التحديد والتفاعل مباشرة مع الدنا. يمكن للشحنة الموجبة لمعظم المعادن أن تتفاعل مع الشحنة السالبة للجزء الفوسفاتي من الدنا. طورت بعض الأدوية الحاوية على معادن تتفاعل مباشرة مع معادن أخرى موجودة أصلاً في مواقع البروتين الفعالة، بينما يمكن أن تستخدم أدوية أخرى المعادن للتفاعل مع الأحماض الأمينية مع أعلى إمكانية للاختزال.

Figure 2.بنية السيسبلاتين، معقد تناسقي للبلاتينيوم.

تتضمن الأمثلة عن المعادن التي تستخدم في العلاج ما يلي:
- البلاتينيوم: لقد ثبت أن المركبات التي أساسها البلاتينيوم تؤثر بشكل خاص على أورام الرأس والرقبة، ويعتقد أن هذه المركبات التناسقية، تعمل على الحمض النووي المتصالب في الخلايا السرطانية (الشكل 2).
- الذهب: لقد استخدمت مركبات أملاح الذهب لعلاج التهاب المفاصل الروماتيدي (الشكل 3) ويعتقد أن أملاح الذهب تتفاعل مع الزلال، وفي نهاية المطاف يتم امتصاصها من قبل الخلايا المناعية، مطلقة العنان لتأثيرات الأجسام المضادة، مما يؤدي لموت الخلايا المبرمج. وهذا هو العلاج غير المباشر لالتهاب المفاصل، بتخفيف الاستجابة المناعية.
- الليثيوم: Li2CO3 يمكن استخدامه للعلاج الوقائي من سلوك الاكتئاب الهوسي.
- الزنك: يمكن استخدام الزنك موضعياً من أجل التئام الجروح، ويمكن أن يستخدم +Zn2 لعلاج فيروس القوباء.
- الفضة: لطالما استخدمت الفضة لمنع العدوى في مكان الحرق لمرضى الحروق.
- التنغستن: إن بولي إوكزانيون التنغستن يمكن أن يستخدم لعلاج الإيدز.[بحاجة لمصدر]
- البلاتين، التيتانيوم، الفانديوم، الحديد: مكوناتCIS DDP CIs– DiamineDichoroPlatinum): لقد ثبت أن التيتانيوم والفناديوم والحديد تتفاعل مع الحمض النووي وعلى وجه التحديد في الخلايا السرطانية لعلاج المرضى الذين يعانون من مرض السرطان.

الذهب والفضة والنحاس: إن مركبات الفوسفين ليجند التي تحتوي على الذهب والفضة والنحاس لديها خصائص مضادة للسرطان.

Figure 3. بنية ال أوروثيومالات الصوديوم، مركب لأملاح الذهب.